# Turistická značená trasa 4203
 Turistická značená trasa 4203 je 7,5 km dlouhá zeleně značená trasa Klubu českých turistů v okrese Trutnov spojující Špindlerův Mlýn a Richtrovy Boudy. Její převažující směr je východní. Trasa se ve velké většině nachází na území Krkonošského národního parku.

## Průběh trasy
Turistická trasa má svůj počátek na východním okraji zástavby Špindlerova Mlýna na rozcestí se zde výchozí žlutě značenou trasou 7204 na Špindlerovku a červeně značenou trasou 0402 z centra města na Luční boudu. S tou trasa 4203 stoupá v souběhu na okraj osady Svatý Petr, kde končí na rozcestí se žlutě značenou trasou 7205 tvořící trase 0402 alternativní směr v jižním úbočí Kozích hřbetů.
Trasa 4203 klesá po asfaltové komunikaci Svatým Petrem do údolí Svatopetrského potoka a jeho tok sleduje proti proudu až k prameništi. Nejprve opouští zástavbu Svatého Petra a poté pokračuje Dlouhým dolem. Komunikace se postupně mění z asfaltové na zpevněnou lesní cestu a nakonec na kamenitou pěšinu. Ta stoupá kolem Červinkovy mohyly do sedla u Výrovky. Zde se trasa křižuje s červeně značenou trasou 0406 z Luční boudy do Vrchlabí. Trasa 4203 dále klesá východním směrem po asfaltové komunikaci Čertovy schody k Richtrovým Boudám, kde končí na rozcestí s červeně značeným Okruhem Zeleným a Modrým dolem.

## Historie
Trasa byla dříve výchozí z centra Špindlerova Mlýna a na současný počátek vedla souběžně s trasou 0402. Z Richtrových bud pokračovala dále po Čertových schodech až do Pece pod Sněžkou.

## Turistické zajímavosti na trase
- Svatý Petr
- Kaskáda Svatopetrského potoka v Dlouhém dole
- Červinkova mohyla
- chata Výrovka